# Фэрмонт (Западная Виргиния)
Фэрмонт (англ. Fairmont) — город в США, в северной части штата Западная Виргиния. Расположен на территории округа Марион. Население по данным переписи 2010 года составляет 18 704 человека.

## География
Реки Уэст-Форк и Тигарт сливаются близ Фэрмонта, образуя реку Мононгахила. Река Баффало-Крик (приток Монангахила) протекает через северную часть города. По данным Бюро переписи населения США площадь города составляет 23,31 км², из которых 22,33 км² — суша и 0,98 км² — открытые водные пространства.

## Население
По данным переписи 2010 года население города составляло 18 704 человека; плотность населения насчитывала 837,8 чел/км². Расовый состав: белые американцы (88,9 %); афроамериканцы (7,5 %); азиаты (0,6 %); коренные американцы (0,2 %); народы островов Тихого океана (0,0 %); представители других рас (0,4 %) и представители двух и более рас (2,3 %). Доля латиноамериканцев любой расы — 1,4 %.
Из 8133 домашних хозяйств в 24,1 % — воспитывали детей в возрасте до 18 лет, 37,7 % представляли собой совместно проживающие супружеские пары, в 12,5 % хозяйств женщины проживали без мужей, в 4,2 % — мужчины проживали без женщин и в 45,6 % — проживали несемейные люди. 36,0 % домохозяйств состояли из одного человека, при этом 14,1 % составили одинокие пожилые люди в возрасте 65 лет и старше. В среднем домашнее хозяйство ведут 2,16 человек, а средний размер семьи — 2,83 человек.
Доля лиц в возрасте младше 18 лет составляет 18 %; лиц в возрасте от 18 до 24 лет — 16,2 %; от 25 до 44 лет — 25 %; от 45 до 64 лет — 24,4 %; лиц старше 65 лет — 16,5 %. Средний возраст населения — 36,8 лет. 48,2 % населения составляют мужчины, 51,8 % — женщины.
Динамика численности населения города по годам:
| 1950   | 1960   | 1970   | 1980   | 1990   | 2000   | 2010   | 2012   |
| ------ | ------ | ------ | ------ | ------ | ------ | ------ | ------ |
| 29 346 | 27 477 | 26 093 | 23 863 | 20 210 | 19 097 | 18 704 | 18 737 |

## Транспорт
Муниципальный аэропорт Фэрмонт расположен в 4 км к юго-западу от центра города.